# Pieter Verhoeff
Pieter Verhoeff, född 4 februari 1938 i Lemmer, död 17 april 2019 i Amsterdam, var en nederländsk filmregissör. Han har regisserat filmen De brief voor de koning (2008).